# 야오토메 히카루
야오토메 히카루(八乙女 光, 1990년 12월 2일 ~ )는 일본의 가수, 배우이며, 남성 아이돌 그룹 Hey! Say! JUMP의 멤버이다. 신장은 175cm, 혈액형은 O형.
미야기현 센다이시 출신. STARTO ENTERTAINMENT 소속.

## 약력
2002년 12월 1일, 쟈니즈 사무소의 오디션에 합격해, 쟈니즈 Jr.가 된다. ( 동기로는 NEWS 멤버 테고시 유야와 Kis-My-Ft2 멤버 타마모리 유타가 있다. )
2003년부터 TV 도쿄 계열 버라이어티 프로그램 《Ya-Ya-yah》에 출연해, 이즘 Ya-Ya-yah의 정식 멤버는 아니지만 그룹으로의 활동이 많아진다.
2004년에 Ya-Ya-yah의 새로운 멤버로서 가입.
2006년, 《여자 배구 월드 그랑프리 2006》의 스페셜 서포터를 맡기 위해 결성된 기간 한정 유닛·Kitty GYM의 멤버로 선택된다.
2007년 9월 21일부터 Hey! Say! JUMP의 멤버로 선택되어, 11월 14일에 〈Ultra Music Power〉로 CD 데뷔.
2008년 12월 20일부터 2009년 1월 5일까지 열린 Hey! Say! JUMP 콘서트 《Hey! Say! Jump-ing Tour '08-'09》의 스테이지 연출·구성·프로듀스를 야부 코타와 함께 했다.
2011년 10월 5일, 자신이 주연을 맡은 TBS 계열 드라마 《미남이시네요》의 극 중 밴드 〈A.N.JELL〉로서 《A.N.JELL WITH TBS 계 금요 드라마 〈미남이시네요〉 MUSIC COLLECTION》으로 CD 데뷔.
2014년 1월기, TBS 월요 심야 범위 《드라마 NEO》로 방송되는 《다크 시스템 사랑의 왕좌 결정전》으로 단독 첫 주연.

## 오리지널곡

### 솔로곡
2005년
- 新しい夜明け / 새로운 새벽

2006년
- 憧れのEgoist / 동경의 Egoist
- ジェントルズ / 젠틀즈

2007년
- 炎-Flame of love- / 불꽃-Flame of love-

2009년
- THOUSAND LIGHT

### 듀엣곡
2008년
- ikujinashi ※야부 코타와의 듀엣곡. 원곡은 Ya-Ya-yah의 오리지널곡 〈Ikujinashi〉.
- scare of the night ※아리오카 다이키·오카모토 케이토와의 듀엣곡.

2009년
- GO!!! ※야부 코타와의 듀엣곡.
- Tears and Smile ※야부 코타와의 듀엣곡. 작곡.
- オリジナル色 / 오리지널 색 ※야부 코타와의 듀엣곡.

## 작사·작곡

### 작사
2007년
- いま進もう / 지금 나아가자 (CD 미수록)

2010년
- Score (Rap 작사)
- INFINITY
- アイ☆スクリーム / 아이☆스크림

2012년
- パーフェクトライフ / 퍼펙트 라이프
- サム＆ピンキー / 섬&핑키

2014년
- コンパスローズ / 컴퍼스 로즈
- Come Back...？

### 작곡
2009년
- Tears and Smile (CD 미수록)

2010년
- アイ☆スクリーム / 아이☆스크림 ※이소자키 타케시와의 공동 작곡

2014년
- Come Back...？

## 출연

### 드라마
- 3학년 B반 킨파치 선생님 (TBS) - 마루야마 슈 역
  - 제7시리즈 (2004년 10월 15일 ~ 2005년 3월 25일)
  - 스페셜 11 (2005년 12월 30일)
  - 3학년 B반 킨파치 선생님 파이널 (2011년 3월 27일)
- 오르트로스의 개 (2009년 7월 24일 ~ 9월 25일, TBS) - 쿠마키리 마사루 역
- 미남이시네요 (2011년 7월 15일 ~ 9월 23일, TBS) - 혼고 유키 역
- 37세에 의사가 된 나 (2012년 4월 10일 ~ 6월 19일, 칸사이 TV) - 시모다 역
- 다크 시스템 사랑의 왕좌 결정전 (2014년 1월 20일 ~ 3월 25일, TBS) - 주연·카가미 지로 역
- 도S 형사 (2015년 4월 ~ 6월, 닛폰 TV) - 하마다 소이치로 역

### 버라이어티
- Ya-Ya-yah (2003년 1월 ~ 2007년 10월, TV 도쿄)
- YOU들! (2006년 10월 ~ 2007년 9월, 닛폰 TV)
- Hi! Hey! Say! (2007년 11월 3일 ~ 2009년 9월 26일, TV 도쿄)
- 스쿨 혁명! (2009년 4월 5일 ~ , 닛폰 TV)
- 주말YY JUMPing (2009년 10월 10일 ~ 2011년 3월 26일, TV 도쿄)
- 히루난데스! (2014년 4월 1일 ~ , 닛폰 TV) - 화요 레귤러

### 무대
- Stand by Me (2003·2004년) - 번 역
- 타키자와 연무성 (2006년 3월 7일 ~ 4월 25일, 신바시 연무장)
- One!-the history of Tackey- (2006년 9월 5일 ~ 28일, 닛세이 극장)
- 타키자와 연무성 2007 (2007년 7월 3일 ~ 29일, 신바시 연무장)
- DREAM BOYS (2012년 9월 3일 ~ 29일, 제국 극장)
- 살풍경 (2014년 5월 3일 ~ 5월 25일, 시어터 코쿤/5월 30일 ~ 6월 2일, 시어터 BRAVA!) - 주연